# Fender Princeton
Gitarsko pojačalo Fender Princeton proizvodilo se od 1947. – 1979. godine. Ovaj model je uz Fender Champ modele iz 1948. godine, i Fender Princeton Reverb modela iz ranih 1970-ih bio u diskografskim kućama cijenjen kao kvalitetno studijsko pojačalo za snimanje glazbenih materijala. Izvorni Princeton model je cijevno pojačalo, s jednom 6SL7 dvostrukom triodom, pomoću koje su se kombinirale dvije RC faze napona u sekciji predpojačala. Dok je drugi dio u samom pojačalu snage koristio jednu 6V6 tetrodu (primijenjena u pojačalima A-klase). Inače, model je jednostavnog dizajna s kontrolnom pločom na kojoj su samo osnovne pot funkcije, ali uz modificirano pretpojačalo i transformator iz Fender Bassman modela omogućilo mu je snagu od 60 W. Bitnije novine kao: 12AX7 dvostruka trioda kojoj jedna polovica djeluje kao tremolo oscilator, a druga kao pretvrač faze, zatim dvostruka 7025 trioda u predpojačalu, i dvije 6V6GT cijevi (primijenjena u pojačalima AB-klase) uvedene su u nove Princeton modele tek 1961. godine. Ovaj princip dizajna bio je također osnova i za Mesa/Boogie Mark I modele pojačala. Nove promjene na Fender Princeton modelu urađene su 2006. godine u ponovljenim modelima, ali s novim imenima: Princeton 650 i Princeton Recording-Amp. Reizdanje Fender Princeton Reverb modela predstavljeno je 2008. godine.

## Vanjske poveznice
- Fender Princeton pojačalo  Arhivirana inačica izvorne stranice od 10. kolovoza 2011. (Wayback Machine)
- Fender Silverface Princeton pojačalo  Arhivirana inačica izvorne stranice od 21. srpnja 2011. (Wayback Machine)
- Fender Blackface pojačalo  Arhivirana inačica izvorne stranice od 21. srpnja 2011. (Wayback Machine)